# Becample capgrís
El becample capgrís (Smithornis sharpei) és una espècie d'ocell de la família dels caliptomènids (Calyptomenidae) que habita zones boscoses de l'Àfrica central, al sud de Camerun, Guinea Equatorial (incloent Bioko), Gabon i est de la República Democràtica del Congo.